# Bròdnics
Els bròdnics (llatí: Brodnici; ucraïnès i rus: Бродники, bròdniki o bródniki) eren una tribu d'origen discutit.

## Etimologia
Segons algunes opinions, el nom, en el sentit que té en les cròniques foranes, es refereix a una persona encarregada d'un gual (cf. l'eslau brodŭ). El motiu més probable d'aquest nom és que el territori dels bròdnics enllaçava els passos de muntanya dels Carpats amb la desembocadura del Danubi, cosa que li conferia una gran importància econòmica com a porta d'accés a les colònies genoveses. Segons altres opinions, el seu nom està relacionat amb el verb eslau бродить (brodit, ‘vagar’), probablement en referència a l'estil de vida nòmada d'aquesta població. Altres estudiosos afirmen que el nom ve del riu Prut o del seu suposat nom antic, Brutus.

## Territori
El territori dels bròdnics abastava la part sud-occidental d'allò que avui és la República de Moldàvia, la part meridional dels judeţe romanesos de Vrancea i Galați, la part meridional de Budjak, a Ucraïna, i probablement la costa entre el Dnièster i el Dniprò.

## Etnicitat
Hom ha intentat associar-los a poblacions veïnes més conegudes. Hi ha autors que els han classificat com a eslaus, irànics o una barreja ètnica: romanoeslaus a turcoeslaus.
Alguns autors els han identificat amb els «bordinians» esmentats pel cronista romà d'Orient Nicetes Coniata com una branca dels «tauroescites», un gentilici que sembla que correspon als rus en contraposició als cumans i els valacs.

## Proves documentals
El 1216 estaven al servei del príncep de Súzdal.
El 1222, el rei hongarès Andreu II donà a l'Orde Teutònic el Burzenland, que delimità amb la terra dels bròdnics. Una butlla papal del papa Honori III confirmà la concessió aquell mateix any. Tanmateix, en la còpia aprovada pel Vaticà, Brodnicorum és substituït per Blacorum (és a dir, ‘dels vlacs’). Alguns historiadors sostenen que això demostra que eren termes equivalents, mentre que d'altres creuen que és un simple error. Aquests últims addueixen que els dos termes apareixen junts en diversos documents hongaresos, cosa que no tindria gaire sentit si es referissin a la mateixa població.
El 1238, el rei Béla IV d'Hongria es presentava com a rei «[…] Ruthenorum, Cumanorum, Brodnicorum […]».
La Primera Crònica de Nóvgorod diu que el 1223 els bròdnics participaren en la batalla del riu Kalka al costat dels «tàtars» (mongols).
Parlant dels bròdnics, la Crònica esmenta el voivoda Ploskínia (de vegades Ploscânea en la historiografia romanesa), que enganyà el príncep Mstislav Romànovitx i el lliurà als «tàtars». Alguns investigadors ho interpreten com que Ploskínia era el comandant dels bròdnics. A partir d'aquest moment desapareixen de les fonts russes.
L'agost del 1227, el papa Gregori IX escrigué una carta al bisbe d'Esztergom per encarregar-li la conversió al cristianisme de «Cumania et Bordinia terra illis vicina».
Una carta datada l'11 de novembre del 1250 i enviada pel rei Béla IV d'Hongria al papa Innocenci IV explica que els tàtars imposaven un tribut als veïns orientals d'Hongria: «que ex parte Orientis cum regno nostro conterminantur, sicut Ruscia, Cumania, Brodnici, Bulgaria».